# Tuc de Salana
El Tuc de Salana es una montaña de los Pirineos de 2483 metros, situada en la comarca del Valle de Arán (provincia de Lérida).

## Descripción
El Tuc de Salana está situado al este de la Ribera de Loseron en el límite de los Valles río Aiguamòg y del río Rencules (afluente del río Valarties), ambos valles están situados en el municipio del Alto Arán.
Al Sur del Tuc de Salana están los lagos glaciares des Estanhs de Montcasau y el cuello llamado Còth de Ribereta (2338 m s. n. m.) por el que transcurre el sendero de gran recorrido GR-11.